# NEROCA Football Club 2020-2021
Questa voce raccoglie le informazioni riguardanti il NEROCA nelle competizioni ufficiali della stagione 2020-2021.

## Organigramma societario

### Staff tecnico
- Gift Raikhan - Allenatore
- Tomba Singh - Vice allenatore

## Rosa
| N. |                              | Ruolo | Calciatore                 |
| -- | ---------------------------- | ----- | -------------------------- |
| 1  | India (bandiera)             | P     | Loitongbam Bishorjit Singh |
| 2  | India (bandiera)             | D     | Naorem James Singh         |
| 3  | India (bandiera)             | D     | Shoaib Akhtar              |
| 4  | India (bandiera)             | D     | Longjam Gobin              |
| 5  | Liberia (bandiera)           | D     | Varney Kallon              |
| 6  | India (bandiera)             | D     | Akbar Khan                 |
| 7  | India (bandiera)             | A     | Varun Thokchom             |
| 8  | India (bandiera)             | C     | Yumkhaibam Jiteshwor Singh |
| 9  | Trinidad e Tobago (bandiera) | A     | Judah García               |
| 10 | Trinidad e Tobago (bandiera) | C     | Nathaniel García           |
| 11 | India (bandiera)             | A     | Khanngam Horam             |
| 12 | India (bandiera)             | C     | Benjamin Lupheng           |
| 17 | India (bandiera)             | C     | Khaimithang Lhungdim       |
| 18 | India (bandiera)             | A     | Khundom Lucky              |
| 19 | India (bandiera)             | A     | Songpu Singsit             |
| 22 | India (bandiera)             | P     | Rahul Ramchandra Yadav     |

| N. |                  | Ruolo | Calciatore                   |
| -- | ---------------- | ----- | ---------------------------- |
| 23 | India (bandiera) | D     | Kongbrailatpam Manjit Sharma |
| 24 | India (bandiera) | D     | Saikhom Thomas               |
| 25 | India (bandiera) | D     | Lamjingba Mutum              |
| 26 | India (bandiera) | D     | Wangkheimayum Olen           |
| 27 | India (bandiera) | D     | Takhellambam Deepak          |
| 28 | India (bandiera) | D     | Rishan Ahanthem              |
| 30 | India (bandiera) | C     | Lungunhao Sithou             |
| 33 | India (bandiera) | P     | Golmei Dihempu Rongmei       |
| 35 | India (bandiera) | C     | Wexlin Shoburaj              |
| 36 | India (bandiera) | C     | Nayan Agaewal                |
| 39 | India (bandiera) | A     | Aryan Gupta                  |
| 45 | India (bandiera) | A     | Wakambam Michael             |
| 50 | Nepal (bandiera) | C     | Prakash Budhathoki           |
|    | India (bandiera) | C     | Y Sonam Chothe               |
|    | India (bandiera) | D     | Seikhohao Haokip             |
|    | India (bandiera) | A     | Subhash Singh                |

## Calciomercato
| Acquisti | Acquisti                     | Acquisti           | Acquisti   |
| R.       | Nome                         | da                 | Modalità   |
| -------- | ---------------------------- | ------------------ | ---------- |
| P        | Loitongbam Bishorjit Singh   |                    |            |
| P        | Rahul Ramchandra Yadav       |                    |            |
| P        | Golmei Dihempu Rongmei       |                    |            |
| D        | Naorem James Singh           | DSK Shivajians     | Definitivo |
| D        | Shoaib Akhtar                |                    |            |
| D        | Longjam Gobin                |                    | Svincolato |
| D        | Varney Kallon                | Peerless           | Definitivo |
| D        | Akbar Khan                   |                    |            |
| D        | Kongbrailatpam Manjit Sharma |                    |            |
| D        | Saikhom Thomas               |                    | Svincolato |
| D        | Lamjingba Mutum              |                    | Svincolato |
| D        | Wangkheimayum Olen           |                    |            |
| D        | Takhellambam Deepak          | NISA Manipur       | Definitivo |
| D        | Rishan Ahanthem              |                    |            |
| D        | Seikhohao Haokip             |                    |            |
| C        | Yumkhaibam Jiteshwor Singh   | Bhawanipore        | Definitivo |
| C        | Nathaniel García             | Gokulam Kerala     | Definitivo |
| C        | Benjamin Lupheng             |                    | Svincolato |
| C        | Khaimithang Lhungdim         |                    |            |
| C        | Lungunhao Sithou             |                    | Svincolato |
| C        | Wexlin Shoburaj              |                    |            |
| C        | Nayan Agaewal                |                    |            |
| C        | Y Sonam Chothe               |                    |            |
| A        | Varun Thokchom               |                    |            |
| A        | Judah García                 | Point Fortin Civic | Definitivo |
| A        | Khanngam Horam               |                    |            |
| A        | Khundom Lucky                |                    | Svincolato |
| A        | Songpu Singsit               | Muvanlai           | Definitivo |
| A        | Aryan Gupta                  | Leganés B          | Definitivo |
| A        | Wakambam Michael             |                    | Svincolato |

| Cessioni | Cessioni       | Cessioni   | Cessioni   |
| R.       | Nome           | a          | Modalità   |
| -------- | -------------- | ---------- | ---------- |
| P        | Marvin Phillip |            | Svincolato |
| C        | Biaklian Paite | Mohammedan | Definitivo |
| A        | Subhash Singh  | NEROCA     | Definitivo |

### Mercato invernale
| Acquisti | Acquisti           | Acquisti   | Acquisti   |
| R.       | Nome               | da         | Modalità   |
| -------- | ------------------ | ---------- | ---------- |
| C        | Prakash Budhathoki |            | Svincolato |
| A        | Subhash Singh      | Mohammedan | Definitivo |

| Cessioni | Cessioni | Cessioni | Cessioni |
| R.       | Nome     | a        | Modalità |
| -------- | -------- | -------- | -------- |

## Risultati

### I-League
| Arbitro: | Salahudeen F. |

|                    |           |                           |
| Varun Thokchom 15’ | Marcatori | 15’ Joseph Mayoma Olaleye |

| Arbitro: | Singh J. |

|  |           |                                                                  |
|  | Marcatori | 27’, 66’ Judah García 30’ Varney Kallon 72’ Khaimithang Lhungdim |

| Arbitro: | Dhar T. |

|                    |           |                                                                                          |
| Songpu Singsit 88’ | Marcatori | 23’ (A.g.) Jiteshwor Singh 31’ Philip Adjah 39’ Jestin George 86’ (Rig.) Šarif Muchammad |

| Arbitro: | Salahudeen F. |

|                  |           |                                       |
| Judah García 49’ | Marcatori | 37’ Laldinpuia Pc 56’ Mc Malsawmzuala |

| Kalyani 3 febbraio 2021, ore 11:30 UTC+5:30 6ª giornata | Mohammedan  | 0 – 0 referto | NEROCA | Kalyani Stadium (0 spett.)\| Arbitro: \| Ramdasan K. \| |
| Arbitro:                                                | Ramdasan K. |               |        |                                                         |

| Arbitro: | Roy D. |

|                 |           |                                             |
| Sinam Singh 79’ | Marcatori | 6’ Vineeth Kumar Velmurugan 68’ Demir Avdić |

| Arbitro: | Purkayastha A. |

|                                                       |           |                                                                  |
| Lukman Adefemi 9’, 24’ (Rig.) 63’ Mason Robertson 35’ | Marcatori | 29’ Varney Kallon 45+3’ Khaiminthang Lhungdim 57’ Songpu Singsit |

| Arbitro: | Koshi W. J. |

|  |           |                                     |
|  | Marcatori | 45’ Judah García 72’ Songpu Singsit |

| Arbitro: | Kanojia A. |

|                    |           |  |
| Clayvin Zúñiga 17’ | Marcatori |  |

| Arbitro: | Koshi W. |

|  |           |                  |
|  | Marcatori | 65’ Baba Diawara |

#### Gruppo Retrocessione
| Arbitro: | Mehta A. |

|                                                    |           |  |
| Harsh Patre 17’, 90+6’ Vanlalruatfela Thlacheu 51’ | Marcatori |  |

| Arbitro: | Jackson Routh A. |

|  |           |                  |
|  | Marcatori | 46’ Lalliansanga |

| Arbitro: | Tiwari A. |

|                      |           |  |
| Gursimrat Gill 45+1’ | Marcatori |  |

| Arbitro: | Kumar M. |

|                  |           |                                     |
| Romtan Singh 90’ | Marcatori | 24’ Demir Avdić 90+4’ Iqbal Hussain |

### Andamento in campionato
| Giornata  | 1 | 2 | 3 | 4 | 5  | 6  | 7  | 8  | 9  | 10 | 11 |
| --------- | - | - | - | - | -- | -- | -- | -- | -- | -- | -- |
| Luogo     | X | C | T | C | C  | T  | C  | T  | T  | T  | C  |
| Risultato | X | N | V | P | P  | N  | P  | P  | V  | P  | P  |
| Posizione | 7 | 9 | 4 | 6 | 10 | 10 | 10 | 10 | 10 | 10 | 10 |

Legenda:

Luogo: C = Casa; T = Trasferta. Risultato: V = Vittoria; N = Pareggio; P = Sconfitta.